# Сугаип-мулла Гойсумов
Сугаип-мулла Гойсумов (чечен. ГIойсуман кIант СухIайб-молла; 1837‚ Белгатой‚ Чечня — 1932‚ Шали‚ Чеченская АО‚ СССР) — чеченский религиозный и общественный деятель‚ ученый-арабист‚ религиозный философ и просветитель.

## Биография
Родился в 1837 году в ауле Белгатой в семье богослова Гойсум-муллы Даудова (1787—1877). В 1850-е годы Гойсум-мулла с семьёй переехал в аул Агишты‚ где он стал сельским кадием. Отец с детства учил Сугаипа арабскому языку‚ чтению и толкованию Корана. К пятнадцати годам Сугаип стал хафизом. Позже учился у Апти-Шейха Баширова.
Сугаип-мулла в течение сорока лет (с перерывами) был кадием аула Шали. По некоторым данным‚ в 1884 году по предложению Элах-муллы был избран главой Мехк-кхела. Был кадием Грозненского и Веденского округов Терской области.
Во время революции 1905 года он выступал в мечети с антиправительственными проповедями‚ а также поддерживал абрека Зелимхана.
Сугаип-мулла принимал участие в съезде народов Терека‚ проходившего в Грозном в апреле 1909 года и на съезде чеченского народа в 1913 году.
В 1911 году Сугаип-мулла в числе других религиозных лидеров‚ обвиненных в поддержке абрека Зелимхана‚ был выслан в Калужскую губернию.
В мае 1917 года принимал участие в деятельности 1-го съезда горских народов Терека. На Андийском съезде выступил против избрания Нажмудина Гоцинского имамом Северного Кавказа. В 1918 году — лидер правого крыла Чеченского народно-трудового совета (Гойтинский совет). В 1918—1920 годах Сугаип-мулла с отрядом своих мюридов воевал против белогвардейцев. 
В 1923 году на съезде чеченского народа в селе Урус-Мартан Сугаип-мулла выступил в поддержку советской власти. В 1924 и в 1928 годах арестовывался сотрудниками ОГПУ. Его дом был конфискован, в нём позже размещались районный суд и отделение милиции.
Сугаип-мулла скончался от болезни в 1932 году и похоронен в селе Шали.

## Литературно-просветительская деятельность
Сугаип-мулла разработал алфавит чеченского языка на основе арабской графики (аджам) в 1904—1905 годах. До начала военных действий в Чеченской Республике оригинал данного алфавита хранился в НИИ в Грозном.
Гойсумов внёс значительный вклад в развитие исламской религии и шариата среди чеченцев. Он является автором нескольких арабо-графических работ изданных в Темир-Хан-Шуре. По данным Духаева это: «Правописание ЧIа, Ча, Кха, КIа, Га, ЦIа, Ца и их смысл», «Намаз на чеченском языке», «Надежда на справедливость», «Просвещение для народа», «Корни международного Корана» и «Словарь на пяти языках». А также написал «Факку ар-Рикъаби мин каффи ал-`икаби» («Освобождение от божественного суда (наказания)») и «Хидаят Арражий ила ма'рифатихукми закати ан-Нахачий» («Наставление желающему познания о правилах выплаты заката в Чечне».
Он обладал поэтическим талантом, и часть его стихов дошла до нашего времени. Писал на арабском языке. В содержании и в стихотворной форме он пытался подражать некоторым сахабам, которые сочиняли поэтические произведения, в частности Хасану бин Сабиту. 

«Твоя дверь открыта, Твоя доброта широка и Твоё присутствие дано каждому бездомному.
Ты повелел, а мы ослушались, ибо немощь наша есть не что иное, как надежда на Твою благодать, достаточная для всякого стойкого.
О, наш Господь, облегчи нам все, о чем мы просим, и выполни нам, наш Господь, каждую нашу цель (замыслы).
Защити нас от дьявола и от запретных телесных желаний, и гнева, и зла завистливого, непокорного врага, и от зла могучего, упрямого правителя, и от зла хитрого, нерешительного друга, и прикрой нас занавесью Своей доброты, и дай нам возможность достичь нашей мечты на этом и на том свете, и защити нас...»
— Отрывок из стихотворения Сугаип-муллы Гойсумова